# Matías Lacasa
Matias Lacasa (???? - 1894) conocido por haber sido el fundador de la compañía madrileña Viena-Capellanes, denominado así por abrir en la esquina de la calle Capellanes con la calle de Misericordia inauguró en el año 1873 un horno de pan de Viena (cercana a la Plaza de Celenque). Su mujer Juana Nessi era la tía del escritor Pío Baroja y Nessi. El médico Ramón Martí fue socio de la empresa que posteriormente sería Viena Capellanes. 